# Silylace
Silylace je zavádění jedné nebo více substituovaných silylových skupin (R3Si) do molekul; příslušné postupy tvoří základ organokřemíkové chemie.

## U organických sloučenin
Silylovány mohou být karboxylové kyseliny, alkoholy, thioly, aminy a organofosfáty. Nejprve se provede odštěpení protonu trialkylsilylovou skupinou, například trimethylsilylem (-SiMe3). Deprotonace se provádí pomocí chlorsilanu, což může být například trimethylsilylchlorid, a silné zásady , jako jsou butyllithium a Grignardova činidla. Níže je uvedena příprava trimethylsilyletherových chránicích skupin na alkoholu:
ROH + BuLi → ROLi + BuH
ROLi + Me3SiCl → ROSiMe3 + LiCl
Jedním z účinných silylačních činidel je bis(trimethylsilyl)acetamid (BSA, Me3SiNC(OSiMe3)Me). Jeho reakcemi s alkoholy vznikají trimethylsilylethery a jako vedlejší produkt se tvoří N-(trimethylsilyl)acetamid:
ROH + Me3SiNC(OSiMe3)Me → Me3SiN(H)C(O)Me + ROSiMe3

Bis(trimethylsilyl)acetamid, často používané silylační činidlo

Zavádění silylových skupin zvyšuje těkavost sloučenin, které jsou poté lépe analyzovatelné plynovou chromatografií s hmotnostní spektrometrií elektronovou ionizací (EI-MS). U EI-MS se silylované sloučeniny fragmentují s lepší předvídatelností, což usnadňuje určování struktury.

### Desilylace
Desilylace je opakem silylace, silylová skupina je při ní nahrazena protonem. K těmto reakcím se používají mnohé fluoridy, například sodný, draselný a tetra-n-butylamonný.
ROSiMe3 + F− + H2O → ROH + FSiMe3 + OH−

## U kovů

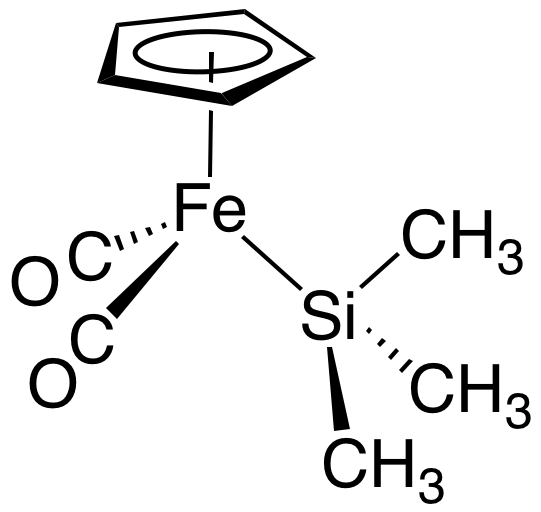
CpFe(CO)_{2}Si(CH_{3})_{3}, příklad trimethylsilylového komplexu

Jsou popsány komplexní sloučeniny obsahující silylové ligandy; například CpFe(CO)2Si(CH3)3, připravovaný podvojnou záměnou z trimethylsilylchloridu a CpFe(CO)2Na.
K běžným způsobům přípravy těchto komplexů patří oxidační adice vazeb Si-H na kovy v nízkých oxidačních číslech. Silylové komplexy jsou meziprodukty hydrosilylačních reakcí, požívaných k vytváření organických sloučenin křemíku v laboratořích i průmyslu.